# غونزالو تافاريس
غونزالو مانويل دي ألبوكيرك تافاريس، (المعروف باسم غونزالو م. تافاريس)، (وُلد في أغسطس 1970 في لواندا، أنغولا)، هو كاتب روائي برتغالي وأستاذ نظرية العلوم في جامعة لشبونة. نشر أول أعماله في عام 2001 وحصل منذ ذلك الحين على العديد من الجوائز. نُشرت كتبه في أكثر من 30 دولة.
في العالم العربي: الكاتب غونزالو تافاريس، تم التعريف به في العالم العربي بشكل مـتأخر، على الرغم من أن كتبه مترجمة للغات العالم أجمع، والكثير من النقاد يشيرون له كونه خليفة الروائي العظيم جوزيه ساراماغو.

## من مؤلفاته المترجمة للعربية
- رواية: «فتاة تائهة في القرن العشرين».

## الجوائز
- 2005 - فاز بجائزة خوسيه ساراماغو للكتاب الشباب تحت سن 35 عامًا.
- 2007 - حصل على جائزة «Prêmio Portugal Telecom de Literatura em Língua Portuguesa».
- جائزة LER/Millenium.
- حصل على الجائزة المرموقة لأفضل كتاب أجنبي لعام 2010 في فرنسا.
- تم أيضًا إدراج رواية «Aprender a rezar na Era da Técnica» في القائمة المختصرة لجوائز الأدب الفرنسي الشهيرة جائزة Femina Étranger وجائزة Médicis
- فاز بالسعر الخاص للجنة تحكيم Grand Prix Littéraire du Web Cultura 2010.
- 2011، حصل على الجائزة الكبرى الشهيرة Associação Portuguesa de Escritores،
- جائزة Prémio Literário Fernando Namora المرموقة لعام 2011.
- تم ترشيح المؤلف أيضًا لجائزة Literatuurprijs الهولندية الأوروبية الشهيرة لعام 2013 وكان مدرجًا في القائمة الطويلة لجائزة أفضل كتاب مترجم لعام 2013.

## روابط خارجية
- غونزالو تافاريس في قاعدة بيانات الأفلام على الإنترنت